# Chalił Zubairow
Chalił Zubairow (ros. Халил Алибегович Зубаиров; ur. 6 lutego 1993) – rosyjski, a od 2015 roku macedoński zapaśnik walczący w stylu wolnym. Zajął 41. miejsce na mistrzostwach świata w 2015.
Siedemnasty na igrzyskach europejskich w 2015. Trzeci na ME U-23 w 2015. Mistrz Europy kadetów w 2010 roku.